# Rijksstad Gengenbach
De rijksstad Gengenbach was een tot de Zwabische Kreits behorende rijksstad binnen het Heilige Roomse Rijk.
De stad is ontstaan uit een nederzetting bij de abdij Gengenbach. Abt Godfried III verleent de plaats in 1230 stadsrecht. Abt Lambert van Burn, die adviseur is van keizer Karel IV bewerkt dat de laatste in 1360 de stad verheft tot rijksstad. De rijksschout wordt echter door de abt benoemd.
In 1525 wordt de Reformatie ingevoerd, in 1547 gevolgd door de contra-reformatie. Omstreeks 1550 breiden de aartshertogen van Oostenrijk hun macht in de regio uit door de inlijving van het rijksgoed in de Ortenau. Dit vormt een bedreiging voor de zelfstandigheid van de rijksstad. In vereniging met de naburige rijkssteden Offenburg en Zell am Harmersbach wordt deze verdedigd.
In de Reichsdeputationshauptschluss van 25 februari 1803 wordt in paragraaf 5 de inlijving bij het nieuwe keurvorstendom Baden vastgesteld.
Tot het gebied van de rijksstad behoren naast de stad zelf de dorpen Reichenbach, Schwaibach, Ohlsbach en Bermersbach.